# Approbatur
| Betyg |
| --- |
| - Laudatur (L) - Eximia cum laude approbatur (E) - Magna cum laude approbatur (M) - Cum laude approbatur (C) - Non sine laude approbatur (N) - Lubenter approbatur (B) - Approbatur (A) - Improbatur (I) |

Approbatur är latin för Godkänd och används inom examenssystemet vid universiteten i Finland som beteckning på motsvarande 20 akademiska poäng i ett ämne.
Approbatur är också beteckning på den lägsta godkända betygsgraden i finländsk studentexamen. Tidigare motsvarade approbatur betyget 'B' i Sveriges betygsskala.